# Roberto Vicentini
Roberto Vicentini (L'Aquila, 30 giugno 1878 – Roma, 10 ottobre 1953) è stato un patriarca cattolico italiano.

## Biografia
Nato all'Aquila il 30 giugno 1878, dopo aver completato i propri studi e ricevuto l'ordinazione sacerdotale, diventò docente presso la Pontificia Università dell'Apollinare.
Il 2 agosto 1910 venne nominato sostituto del difensore del vincolo nel Tribunale della Sacra Romana Rota. Il 14 maggio 1915 diventò cameriere d'onore in abito paonazzo e, il 20 dicembre successivo, promotore di Giustizia sempre presso il Tribunale della Rota.
Il 3 maggio 1921 papa Benedetto XV lo nomina internunzio apostolico in Olanda e il 19 dello stesso mese arcivescovo titolare di Elenopoli di Palestina, arcidiocesi che, quattro anni dopo, quando già non ne portava più il titolo, fu declassata a sede vescovile e, nel 1926, rinominata diocesi di Elenopoli di Palestina. Fu consacrato quello stesso giorno da Pietro Gasparri, cardinale segretario di Stato, coadiuvato da Pietro Fumasoni Biondi, arcivescovo titolare di Doclea, fino ad allora delegato apostolico in Giappone, appena nominato segretario della Sacra Congregazione de Propaganda Fide, futuro cardinale, e da Adolfo Turchi, arcivescovo dell'Aquila.
Rimase all'Aia appena un anno dato che, il 2 maggio 1922, fu inviato a Bogotà, quale nuovo nunzio apostolico in Colombia. Durante la sua permanenza nel Paese sudamericano conferì, il 3 agosto del 1924, la consacrazione episcopale a Miguel Ángel Builes Gómez, vescovo di Santa Rosa de Osos, a Pedro María Rodríguez Andrade, vescovo di Ibagué, e a José Ignacio López Umaña, vescovo di Garzón.
Richiamato a Roma, fu promosso da papa Pio XI, nel concistoro segreto del 14 dicembre 1925, patriarca titolare di Antiochia dei Latini e vicario del cardinale arciprete della Basilica di San Pietro in Vaticano, prima Rafael Merry del Val, poi Eugenio Pacelli e infine Federico Tedeschini. Morì il 10 ottobre 1953, all'età di 75 anni.
Dopo la sua morte la sede patriarcale titolare di Antiochia dei Latini rimase vacante per undici anni, fino al momento della sua abolizione, assieme a quelle di Costantinopoli e di Alessandria dei Latini, ad opera di papa Paolo VI, nel gennaio del 1964.

## Genealogia episcopale e successione apostolica
La genealogia episcopale è:
- Cardinale Scipione Rebiba
- Cardinale Giulio Antonio Santori
- Cardinale Girolamo Bernerio, O.P.
- Arcivescovo Galeazzo Sanvitale
- Cardinale Ludovico Ludovisi
- Cardinale Luigi Caetani
- Cardinale Ulderico Carpegna
- Cardinale Paluzzo Paluzzi Altieri degli Albertoni
- Papa Benedetto XIII
- Papa Benedetto XIV
- Papa Clemente XIII
- Cardinale Marcantonio Colonna
- Cardinale Giacinto Sigismondo Gerdil, B.
- Cardinale Giulio Maria della Somaglia
- Cardinale Carlo Odescalchi, S.I.
- Vescovo Eugène-Charles-Joseph de Mazenod, O.M.I.
- Cardinale Joseph Hippolyte Guibert, O.M.I.
- Cardinale François-Marie-Benjamin Richard de la Vergne
- Cardinale Pietro Gasparri
- Patriarca Roberto Vicentini

La successione apostolica è:
- Vescovo Miguel Ángel Builes Gómez (1924)
- Arcivescovo Pedro María Rodríguez Andrade (1924)
- Arcivescovo José Ignacio López Umaña (1924)